# Luis Guillermo de Moncada Aragón Luna de Peralta y de la Cerda
Luis Guillermo de Moncada Aragón Luna de Peralta y de la Cerda (ur. 1 stycznia 1614 w Collesano, zm. 4 maja 1672 w Madrycie) – hiszpański kardynał.

## Życiorys
Urodził się 1 stycznia 1614 roku w Collesano, jako syn Antonia de Moncady y Aragón i Juany de la Cerdy. W 1629 roku poślubił Maríę Afan de Riberę y Mourę, jednak wkrótce potem owdowiał. Wstąpił do zakonu Alcántara i został wicekrólem Sardynii. Ponowne małżeństwo zawarł z Luisą Cataliną de Moncadą, z którą miał syna Fernanda. Został fałszywie oskarżony o zdradę, przez co znienawidziło go wielu Hiszpanów. Śledztwo wszczęto w 1659, jednakże śmierć jego drugiej żony (w tym samym roku) spowodowała, że sprawa została zamknięta rok później. Następnie wstąpił do stanu duchownego i został majordomusem Marianna Habsburżanki. W 1667 roku przyjął święcenia kapłańskie. 7 marca 1667 roku został kreowany kardynałem diakonem, jednak nie otrzymał diakonii. Zmarł 4 maja 1672 roku w Madrycie.